# Jimmy McIntyre
James Alfred McIntyre, detto Jimmy (Wednesbury, 31 ottobre 1881 – Surrey, 16 giugno 1954), è stato un calciatore e allenatore di calcio inglese, di ruolo attaccante.

## Biografia
Durante l'intero periodo di interruzione del campionato inglese causa prima guerra mondiale, McIntyre lavorò presso una fabbrica di munizioni situata a Coventry.
Dopo il proprio ritiro dalle attività manageriali, fece ritorno a Southampton iniziando a lavorare presso la Folland Aircraft. Morì il 16 giugno 1954 nel Surrey all'età di 72 anni.

## Carriera

### Giocatore
Inizia la sua carriera agonistica tra le file del Walsall, approdando successivamente al Notts County, con cui disputò 9 gare segnando 3 reti. Passa in seguito al Reading e poi al Coventry City, con cui si contraddistinse mettendo a segno due triplette in due partite consecutive. Tuttavia, dopo appena una stagione, decide di appendere gli scarpini al chiodo.

### Allenatore

#### Southampton
Dopo un periodo da collaboratore tecnico sulla panchina del Coventry City, nell'aprile 1912 viene ingaggiato dal Southampton, che inizialmente decide di affidargli il medesimo ruolo. Inoltre, gli venne affidato il ruolo di ingaggiare nuovi giocatori per poter ricostruire la squadra, ma il club, fino a quel momento si trovava a corto di denaro, e quindi il mercato in entrata venne fortemente limitato.  Dopo la ripresa del campionato nel 1919, la dirigenza dei Saints decise di affidargli la guida tecnica della squadra, con il compito di comporre una squadra più innovativa. 
Il Southampton venne iscritto al campionato di Third Division, mancando di poco la promozione alla loro prima stagione. Nel 1922 McIntyre guidò i suoi uomini alla promozione in Second Division da primi in classifica. I Saints iniziarono molto negativamente la loro prima annata in seconda divisione, racimolando nelle prime 6 gare due pareggi e quattro sconfitte non riuscendo a segnare una singola rete. Successivamente, la squadra riesce a riprendersi e a concludere il campionato piazzandosi a metà classifica. Inoltre, in quella stessa annata, i Saints furono soggetti a una grande scalata in FA Cup, dove superarono i primi tre turni battendo Newcastle Utd, Chelsea e Bury, salvo poi venire eliminati ai quarti di finale dal West Ham Utd dopo due replay.
Dopo un'ennesima promozione sfiorata, la sua squadra si trova improvvisamente in difficoltà durante la stagione 1924-1925. Date le prestazioni sotto le aspettative, nel dicembre 1924 McIntyre rassegna le proprie dimissioni.

#### Ritorno al Coventry City e Fulham
Nel giugno 1928 assume la guida tecnica del Coventry City, tornando così al club dopo 16 anni dall'ultima volta. Il risultato più importante mai raggiunto dalla squadra sotto la sua gestione fu il sesto posto in campionato nella stagione 1929-1930. Viene esonerato nel febbraio 1931 dopo delle divergenze con la società riguardo la vendita di alcuni giocatori di spicco.
Poco dopo il suo licenziamento, approda sulla panchina del Fulham. La sua prima stagione alla guida dei Cottagers si concluse con la promozione in Second Division (la seconda in carriera) da primi in classifica. Nell'annata 1932-1933 manca nuovamente la promozione in First Division, mentre nella stagione seguente vede le prestazioni della propria squadra calare vertiginosamente. Una lunga serie di risultati negativi portò la dirigenza ad esonerare il tecnico nel febbraio 1934.